# Bernard Madoff
Bernard Madoff (anglès: Bernard Lawrence Madoff)  (Queens, 29 d'abril de 1938 - Federal Medical Center, 14 d'abril de 2021) va ser el president d'una firma d'inversió que duu el seu nom i que ell va fundar el 1960. Aquesta va ser una de les més importants a Wall Street. Madoff també va ser una de les principals figures de la filantropia jueva. Al desembre de 2008 Madoff va ser detingut per la FBI i acusat de frau, per un frau piramidal o esquema Ponzi. El jutge federal Louis L. Stanton va congelar els seus actius. El presumpte frau podria arribar als 50.000 milions de dòlars, cosa que el convertiria en un dels majors casos portats a terme per una sola persona.

## Biografia
Madoff va néixer el 1938 en el si d'una família jueva i estava casat amb Ruth Madoff. Fou membre actiu de la National Association of Securities Dealers (NASD), organització autoregulada en la indústria d'actius financers estatunidencs. La seva empresa va estar entre les cinc que van impulsar el desenvolupament del NASDAQ, i ell mateix va treballar com coordinador en cap del mercat de valors. El grup incloia dues àrees separades: d'un costat Bernard Madoff Investment Securities LLC, amb les funcions de corredor de borsa (broker) i creador de mercat en accions estatunidenques (market maker), on treballava la majoria del personal. De l'altre costat Madoff Investment Advisory, focus de tot el frau. En aquesta última Bernard Madoff realitzava les inversions per a hedge funds com Fairfield Sentry, Kingate o Optimal (grup banc Santander). Aquesta àrea d'inversions no es va registrar a la SEC fins a l'any 2006.
A pesar de l'èxit dels fons manejats per la seva empresa, des de 1992 la gestió del seu fons va rebre algunes crítiques aïllades. Es va descobrir posteriorment com els auditors de Madoff formaven un petit despatx sense pràcticament personal. El 1999 un gestor d'inversions pèrit del mercat de derivats va presentar una carta a la Securities and Exchange Commission estatunidenca en la qual denunciava amb exactitud el frau. Nou més anys més tard es va confirmar el frau, i el denunciant, Harry Markopolos, va sortir de l'anonimat i el 2009 va testimoniar davant del Congrés dels Estats Units, la qual cosa va permetre condemnar Madoff a 150 anys de privació de llibertat.

## Víctimes de Madoff
Madoff, amb fama de filantrop, no només va enganyar entitats bancàries i grups inversors. També van ser víctimes de la seva estafa fundacions i organitzacions caritatives, moltes d'elles jueves. El 23 de desembre de 2008 la policia va trobar mort en la seva oficina de Nova York, amb indicis de suïcidi, Thierry Magon De la Villehuchet, de 65 anys i cofundador d'Acces International, un dels principals comercializadores de fons Madoff, que s'haurien perdut completament.
L'inventari detallat de les entitats financeres, fundacions i persones naturals que van perdre amb la fallida de Bernard L. Madoff comprèn una llarga llista, entre elles BNP Paribas, Nomura Holdings, North Shore-Long Island Jewish Health System